# Siphanta hebes
Siphanta hebes är en insektsart som först beskrevs av Walker 1851.  Siphanta hebes ingår i släktet Siphanta och familjen Flatidae. Inga underarter finns listade i Catalogue of Life.